# د ورلد (برنامه رادیویی)
د ورلد (انگلیسی: The World) یک رادیوی عمومی مجله خبری بین‌المللی است که به طور مشترک توسط بنیاد آموزشی دبلیوبی‌جی‌اچ و تبادل رادیویی عمومی (PRX) تهیه شده و توسط مارکو ورمن و کارولین بیلر به طور مشترک اجرا می‌شود. این برنامه در استودیوهای نان و بیل هریس در ساختمان دبلیوبی‌جی‌اچ در بوستون تهیه می‌شود.

## تاریخچه
در سال ۱۹۹۷، «د ورلد» شروع به تولید بخشی با عنوان «موفقیت جهانی» (Global Hit) کرد که به برجسته کردن نوازندگان و روندهای موسیقی در زمینه اخبار جهانی می‌پرداخت.
لیزا مولینز از سال ۱۹۹۸ تا ۲۰۱۳ مجری برنامه «د ورلد» بود. از سال ۲۰۱۰، ورمن به جای مولینز به عنوان مجری برنامه فعالیت می‌کرد. از سال ۲۰۱۳، او به عنوان مجری تمام وقت این برنامه فعالیت داشته است.
در ۱۴ آوریل ۲۰۲۰، بی‌بی‌سی اعلام کرد که همکاری تولید خود با «جهان» را عملاً از اول ژوئیه پایان خواهد داد. این اعلام باعث شد دبلیوای‌ام‌یو در واشینگتن دی.سی زمان پخش برنامه را به ساعت ۸ شب برگرداند. آخرین قسمت «بوستون کالینگ» در ۲۷ ژوئن پخش شد.
در ژوئیه ۲۰۲۲، ورمن تولید «د ورلد» را از دانشگاه کالیفرنیا، سن دیگو برای کمک به توسعه آزمایشگاه دموکراسی دانشگاه آغاز کرد. از ژوئن ۲۰۲۳، او دو روز در هفته از ساختمان تحقیقات علوم اجتماعی ارتباطات پخش می‌کند.
در ۵ دسامبر ۲۰۲۳، اعلام شد که کارولین بیلر، گزارشگر «د ورلد» به عنوان مجری مشترک برنامه به ورمن ملحق خواهد شد. بیلر در سال ۲۰۱۵ به عنوان گزارشگر به «د ورلد» پیوست. در زمان تبدیل شدن به مجری مشترک، او بر پوشش محیطی برنامه نظارت داشت.

## تولید

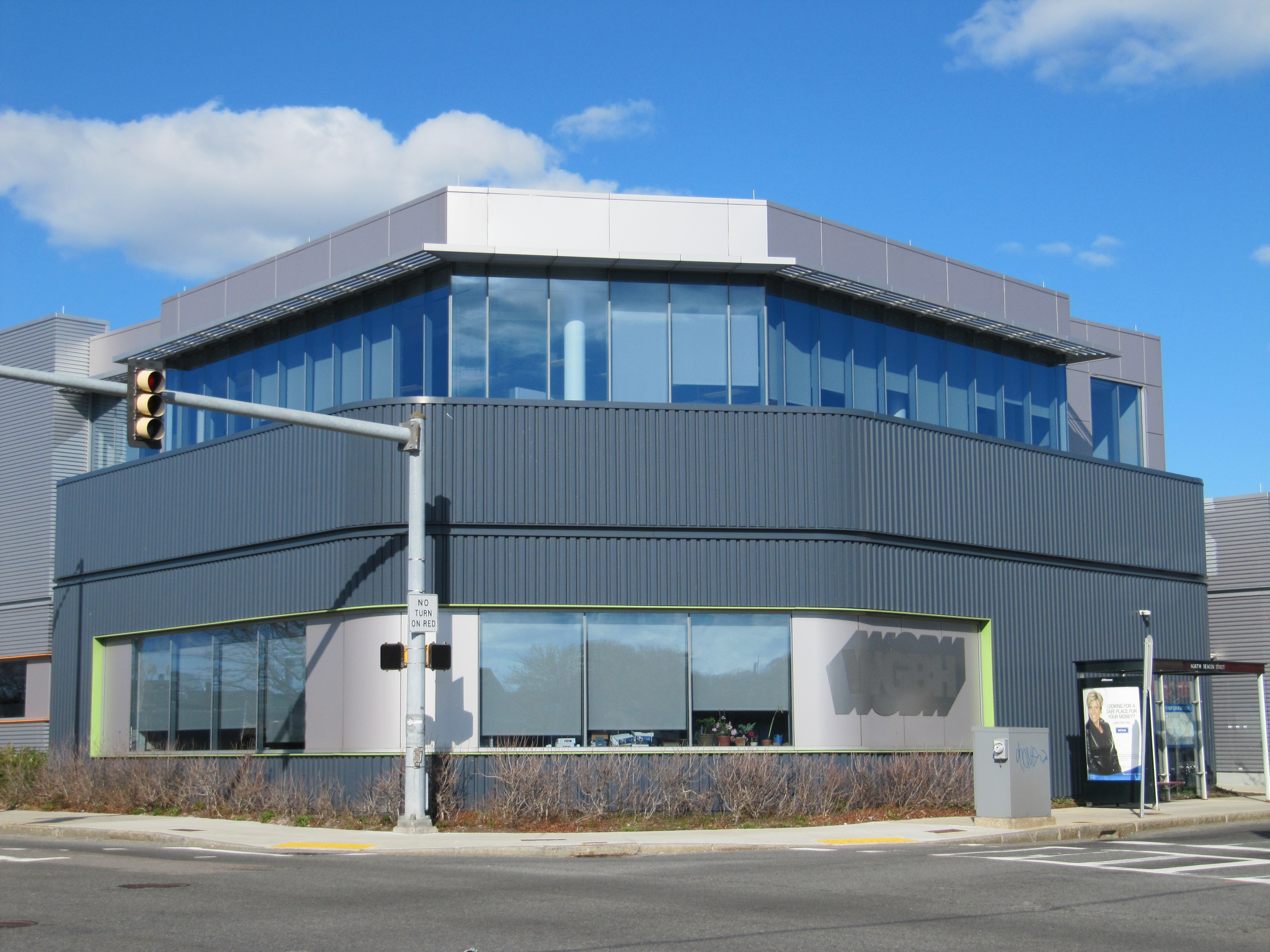
استودیوهای نان و بیل هریس در بوستون

«د ورلد» توسط استودیوهای نان و بیل هریس در ساختمان WGBH در بوستون، ماساچوست تهیه می‌شود. این برنامه در بیش از ۳۰۰ ایستگاه رادیویی عمومی پخش می‌شود و ۲.۵ میلیون شنونده هفتگی دارد. علاوه بر این، بخش‌هایی از «د ورلد» تا سال ۲۰۲۰ در بریتانیا با عنوان «بوستون کالینگ» و در کانادا به طور کامل از طریق رادیو ۱ سی‌بی‌سی پخش می‌شد.
موسیقی متن «د ورلد» توسط اریک گلدبرگ تهیه شده است که در سال ۱۹۹۵ این اجرا را دریافت کرد. در فوریه ۲۰۱۵، این تم با نقش جدید مارکو ورمن، برای معرفی صدایی معاصرتر، دوباره ساخته شد. تم فعلی توسط ند پورتر نوشته شده است.
در سال ۲۰۱۹، آهنگ تم جدیدی سفارش داده شد.

## جوایز و تقدیرنامه‌ها
چندین سریال که در «د ورلد» پوشش داده شده‌اند، جوایزی دریافت کرده‌اند. در سال ۲۰۰۶، مجموعه چهار قسمتی «مسابقه جهانی برای درمان‌های سلول‌های بنیادی» برنده جایزه دانشگاه آلفرد آی. دوپونت-کلمبیا و جایزه ملی روزنامه‌نگاری در سال ۲۰۰۶ شد. در همان سال، «طاعون فراموش‌شده: مالاریا» جایزه ارتباطات عمومی را از انجمن میکروبیولوژی آمریکا دریافت کرد و «بازماندگان هیروشیما: آخرین نسل» توسط مرکز روزنامه‌نگاری و ترومای دارت مورد تقدیر قرار گرفت.